# Luis Francisco García Cerezo
Luis Francisco García Cerezo (Segovia, 6 de noviembre de 1944) es un antiguo diplomático español.
Licenciado en Derecho, ingresó en 1972 en la carrera diplomática. Estuvo destinado en las representaciones diplomáticas españolas en Tailandia, Oficina de las Naciones Unidas y de los Organismos Internacionales, Costa Rica y Suecia. Fue subdirector general de Cooperación Técnica y Científica y director del Gabinete de Relaciones Institucionales. En 1992 fue nombrado embajador de España en Camerún y, posteriormente, inspector general de Servicios, jefe de la Delegación Española en la Misión de Observación de la Unión Europea en Zagreb y embajador de España en Kenia. De 2003 a 2008 fue embajador en misión especial.
De 2008 a mayo de 2011 fue embajador en Libia, coincidiendo su cese con las revueltas que se podujeron en ese país. El decreto de cese se produjo el mismo día que el fotoperiodista español, Manu Brabo, fue puesto en libertad por las autoridades libias después de haber permanecido preso durante 43 días. El cese fue, de facto, una ruptura de las relaciones diplomáticas por parte española. La retirada del embajador español fue comunicada oficialmente a Libia el 11 de junio del mismo año. Mientras, el gobierno español estableció contactos oficiales con los rebeldes libios representados en el  Consejo Nacional de Transición (CNT) mediante el envío de un diplomático a Bengasi, José Riera. El 16 de junio España expulsó al embajador libio en Madrid,  Ajeli Abdusalam Ali Breni y a otros tres diplomáticos del mismo país, alegando actuaciones incompatibles con su estatus, señalando que el gobierno de Gadafi había perdido "toda legitimidad por la continua represión que viene ejerciendo sobre la población libia".